# Andreaea asperula
Andreaea asperula är en bladmossart som beskrevs av Mitten 1859. Andreaea asperula ingår i släktet sotmossor, och familjen Andreaeaceae. Inga underarter finns listade i Catalogue of Life.